# Otto Modersohn

Otto Modersohn (vor 1912)

Friedrich Wilhelm Otto Modersohn (* 22. Februar 1865 in Soest, Westfalen; † 10. März 1943 in Rotenburg, Wümme) war ein Mitbegründer der Künstlerkolonie Worpswede und wurde einer der bekanntesten deutschen Landschaftsmaler.

## Leben
Otto Modersohns Vater Wilhelm Modersohn (1832–1918) arbeitete als Baumeister zunächst in Soest, ab 1874 in Münster und zuletzt in Bad Blankenburg (Thüringen). Seine Mutter war die Bäckerstochter Luise Modersohn, geb. Heidebrink (1833–1905). Der jüngere Bruder Ernst Modersohn (1870–1948) wurde evangelischer Pfarrer, der ältere Bruder Wilhelm Modersohn (1859–1935) ein Jurist.
Seine Schwägerin Olga Bontjes van Beek, geb. Breling, arbeitete ebenso wie er auch als Malerin; deren Tochter Cato Bontjes van Beek wurde wegen ihres Widerstands gegen den Nationalsozialismus hingerichtet.
Bekannt wurde Otto Modersohn als Mitbegründer der Künstlerkolonie Worpswede. Er hinterließ ein umfangreiches malerisches und zeichnerisches Werk, welches in der Tradition der französischen Freilichtmalerei des 19. Jahrhunderts steht, der Schule von Barbizon. Bereits früh revoltierte Modersohn gegen den Akademismus und entwickelte sich zu einem unabhängigen Einzelgänger, der seine künstlerischen Ziele mit den Begriffen Einfachheit, Intimität und Innerlichkeit definierte und seine kreative Kraft aus der geistigen Versenkung in die Natur schöpfte.
1883 begann er das Kunststudium an der Kunstakademie in Düsseldorf, wo Heinrich Modersohn, vermutlich sein Vetter, bis 1879/1880 studiert und sich als Genremaler niedergelassen hatte. Anfänglich besuchte er die Elementarklasse von Heinrich Lauenstein, ab 1885 die Antikenklasse von Peter Janssen und die Ornamentikklasse von Adolf Schill und zuletzt ab 1887 die Landschaftsmalklasse von Eugen Dücker. 1888 wechselte er zur Kunstakademie Karlsruhe in die Klasse von Hermann Baisch.
Im Juli 1889 reiste Otto Modersohn mit Fritz Mackensen zum ersten Mal nach Worpswede. Hans am Ende folgte im August nach. 1893 trafen Fritz Overbeck und 1894 Heinrich Vogeler ein, ebenfalls Studenten der Düsseldorfer Akademie. 1895 stellten die Worpsweder zum ersten Mal als Künstlergruppe in der Bremer Kunsthalle aus. Von der Presse als „Apostel des Hässlichen“ beschimpft, wurden doch zwei Werke für die Sammlung angekauft. Anschließend erlebten die fünf Worpsweder im Münchener Glaspalast ihren ersten großen Erfolg und den nationalen sowie internationalen Durchbruch. Sie wurden als „das europäische Ereignis“ gefeiert.

Otto Modersohn, Fritz Mackensen, Heinrich Vogeler (stehend); Fritz Overbeck, Hermann Allmers, Carl Vinnen (sitzend), 1895

Otto Modersohns großformatiges Gemälde „Sturm im Teufelsmoor“ von 1895 wurde von der Neuen Pinakothek in München angekauft und gilt seit dem 22. August 1938 als verschollen. 1897 gründete die Malergruppe die Künstlervereinigung Worpswede. Im gleichen Jahr ging Otto Modersohn die Ehe mit der Bremer Kaufmannstochter Helene Schröder (1868–1900) ein, die 1898 Tochter Elsbeth (1898–1984) gebar. 1899 trat er aus der Künstlervereinigung wieder aus. Er kämpfte „für die persönliche, individuelle Freiheit“ jedes Einzelnen in der Kunst, wie er es in seinem Austrittsschreiben am 25. Juli 1899 formulierte.

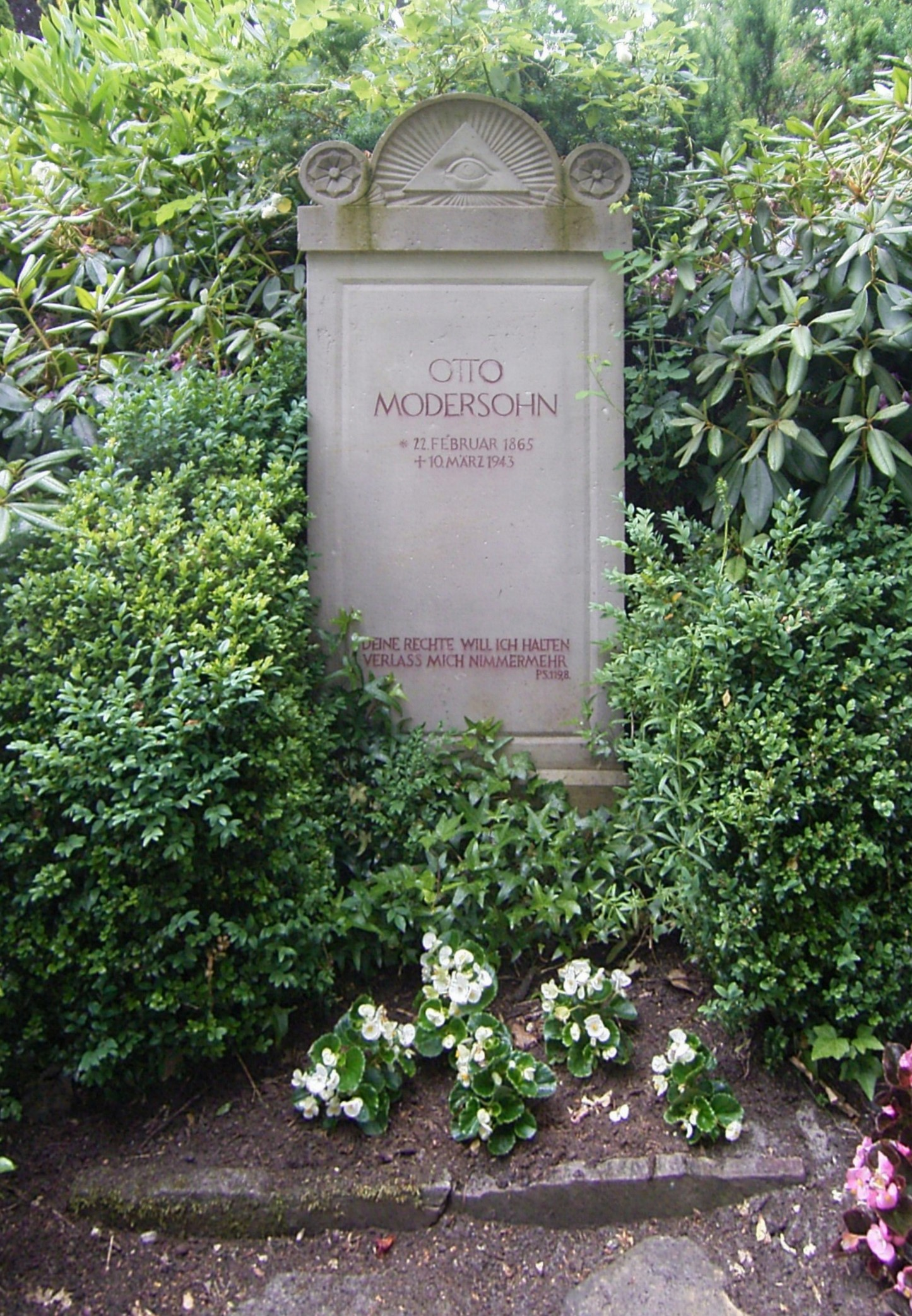
Grabstein für Otto Modersohn

1900 starb nach langer, schwerer Krankheit seine erste Frau. In diese Zeit fällt die Freundschaft mit Rainer Maria Rilke und Carl Hauptmann. 1901 heiratete er die Malerin Paula Becker (1876–1907), die kurz nach der Geburt der Tochter Mathilde (Tille Modersohn, 1907–1998) an einer Embolie starb. Anschließend übersiedelte Modersohn ins nahegelegene Fischerhude.
Auch die folgenden 36 Schaffensjahre an der Seite seiner dritten Frau, der Sängerin und Malerin Louise Breling (1883–1950), Tochter von Heinrich Breling, mit der er zwei Söhne hatte, Ulrich Modersohn (1913–1943) und Christian Modersohn (1916–2009), waren nach der Übersiedelung von Worpswede (1908) und den Sommermonaten von 1930 bis 1936 im Allgäu von intensiver Arbeit geprägt.
Die letzten sieben Jahre vor seinem Tode war Otto Modersohn auf einem Auge erblindet und malte bis an sein Lebensende 1943 nur noch in seiner Fischerhuder Atelierwohnung.
Das Grab von Otto Modersohn befindet sich auf dem Friedhof in Quelkhorn bei Fischerhude.
Otto Modersohn war Mitglied im Deutschen Künstlerbund.

## Werk
Das Werk Otto Modersohns wird in drei Hauptabschnitte unterteilt. Jugend und Akademiezeit werden unter dem Begriff „Frühwerk - Westfalen“ zusammengefasst. „Worpswede“ setzt mit der Entdeckung dieses Ortes durch Fritz Mackensen und Otto Modersohn im Sommer 1889 ein. „Fischerhude“ beginnt ab 1908. Diese Zeit schließt jene Bilder ein, die während Modersohns Reisen nach Franken in den zwanziger Jahren und seiner Aufenthalte in seinem Haus im Allgäu ab 1930 entstanden. Umfangreich ist der Komplex der Kompositionszeichnungen, die abends am Tisch im schwachen Schein der Petroleumlampe im Zustand höchster Ruhe und Konzentration entstanden. Rainer Maria Rilke nannte diese von ihm hoch geschätzten Zeichnungen „Abendblätter“.
Am 23. Oktober 1900 schrieb Rilke an Otto Modersohn: „Erinnern Sie sich jenes Nachmittags, da Sie mir das Vertrauen bewiesen haben, auf das ich leise stolz bin: Sie zeigten mir die kleinen Abendblätter, und ich fühlte, wie aus jedem Entwurf, aus schwarz und rot, mir mehr Wirklichkeit entgegenwuchs, jenes Sein, das nur die tiefste Kunst in tiefen Stunden hinzustellen vermag, erfüllte sich in diesen Skizzen, vor denen ich das Gefühl hatte, daß in jeder, von der Flucht der Striche verhüllt, alles sei, was man in dieser Stimmung erleben und werden kann. Es ergriff mich so, diese übervollen kleinen Blätter in Händen zu halten, mich in ihr Geheimnis hineinzuschauen wie in das Schaffen selbst: ich war wie einer, der in lauter dämmernde Zimmer tritt und erkennt, daß da vor seinen sich langsam gewöhnenden Augen Alles steht, was er je schön erdacht und schön erinnert hat […] – Fast jeder Tag in Worpswede brachte ein Erlebnis für mich – ich sagte es Ihnen oft: aber so fromm und ehrfürchtig wie vor Ihren kleinen Blättern war ich nur noch zwei- oder dreimal im Leben; denn es geschieht nicht oft, daß sehr Großes sich in ein Ding zusammendrängt, das man ganz in der Hand halten kann, in der eigenen ohnmächtigen Hand.“
Für seine zweite Frau Paula Modersohn-Becker waren diese kleinformatigen, mit Kreide, Kohle und Rötel gezeichneten Kompositionen „das Schönste, Einfältigste, das Zarteste und Gewaltigste von Ottos Kunst. Sie sind der direkteste Ausdruck seines Gefühls […] die meisten haben sie noch gar nicht gesehen, und die sie gesehen haben, von denen haben es die meisten noch gar nicht gemerkt.“

### Frühwerk – Westfalen

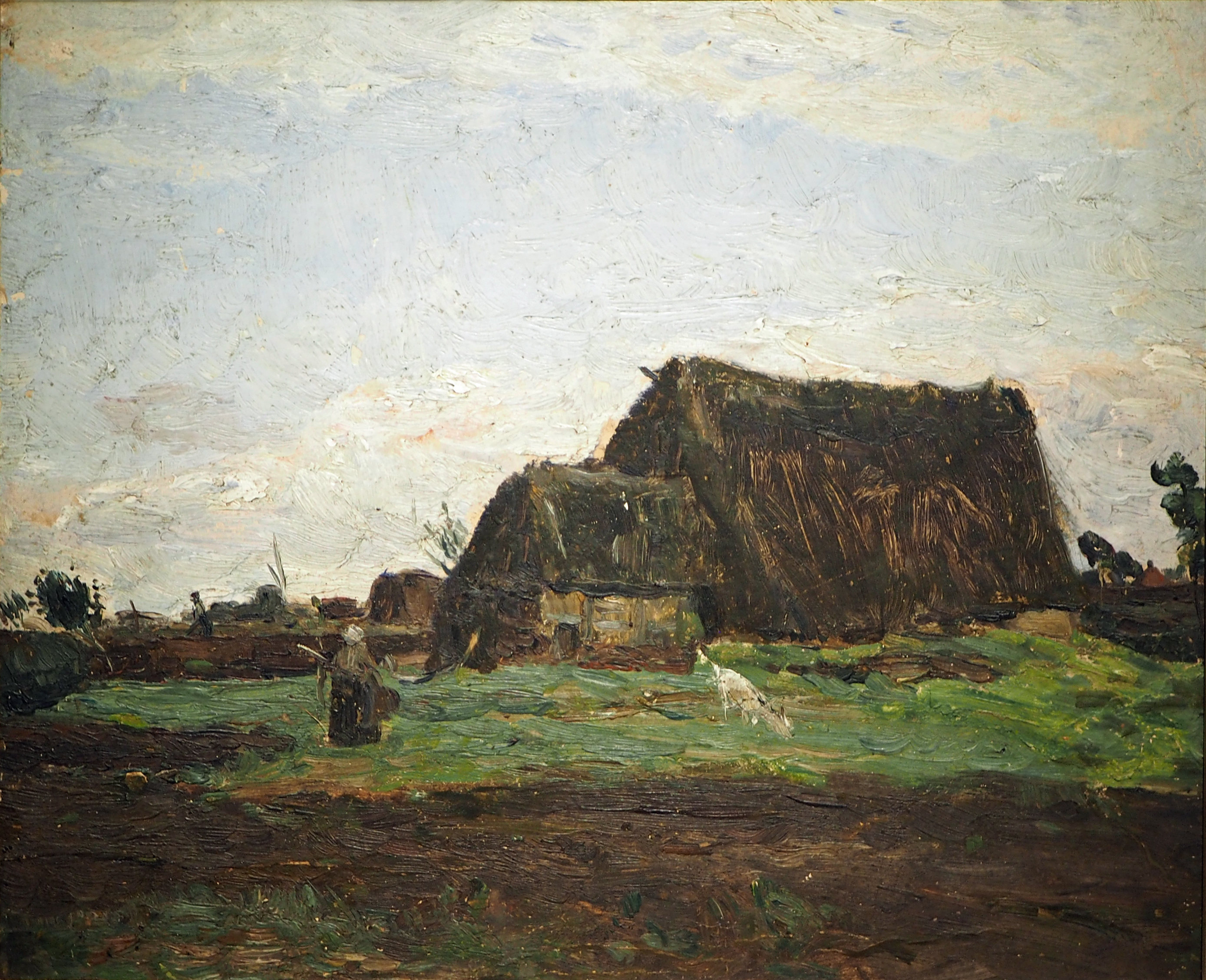
Moorkate mit Frau und Ziege (1889), Modersohn-Museum, Fischerhude

Neben seinem Studium an der Akademie in Düsseldorf bei Eugen Dücker und während seiner Ferienaufenthalte in Münster, Soest und Tecklenburg, im Harz und auf der Nordseeinsel Juist in den Jahren von 1884 bis 1889 malte Otto Modersohn vorwiegend kleinformatige Studien und Landschaftsbilder direkt vor der Natur, die in der Tradition der französischen Maler des Barbizonkreises stehen und an Charles-François Daubigny, Jean-Baptiste Camille Corot und Jules Dupré erinnern. „Wenn ich an meine Ideale, an Rembrandt, Rousseau; Dupré, Troyon denke; wie schwillt mir das Herz, wie kann ich nicht von ihnen lassen; wie fühle ich mich im Verständnis dieser Männer zur Kunst berufen.“ So hatte es Otto Modersohn bereits am 18. Mai 1887 als Zweiundzwanzigjähriger in seinem Tagebuch formuliert. Zwischen 1885 und 1889 hielt er sich häufig in Tecklenburg bei seinem Bruder Wilhelm Modersohn auf. Bilder aus dieser Zeit sind im 2015 eröffneten Otto Modersohn Museum Tecklenburg zu besichtigen.

### Worpswede
Über seinen ersten Besuch des niedersächsischen Moordorfes 1889 berichtet Otto Modersohn in seinem Tagebuch:
„Mittwoch, 3. Juli 1889 kam ich mit F. Mackensen voller Erwartung hier an. Ich sah fast gleich, dass meine Erwartungen nicht getäuscht waren. Ich fand ein höchst originelles Dorf, das auf mich einen durchaus fremdartigen Eindruck machte; der hügelige sandige Boden im Dorf selbst, die großen bemoosten Strohdächer und nach allen Seiten, soweit man sehen konnte, alles so weit und so groß wie am Meer.“
Im bewussten Gegensatz zur akademischen Kunst seiner Zeit suchte er nach dem „Natürlichen“, dem „Ursprünglichen“. Eugen Bracht, dem Modersohn einige Landschaften vorlegte, kritisierte den Stil als „viel zu viel Stoff“ und „unvollendet“. Modersohn verließ die Akademie und siedelte nach Worpswede über. Um 1889/90 stieß Otto Modersohn zu einer eher expressiven Farbsteigerung vor. Fünf Jahre nach Otto Modersohns Entschluss, in Worpswede zu bleiben und nicht an die Akademien nach Karlsruhe oder Düsseldorf zurückzukehren, erlangten die „Worpsweder“, wie die Maler (Fritz Mackensen, Otto Modersohn, Hans am Ende, Fritz Overbeck und Heinrich Vogeler), die sich am Weyerberg zusammengefunden hatten, nun genannt wurden, im Frühjahr 1895 die erste Gruppenausstellung in der Bremer Kunsthalle. Bremer Kunstfreunde erwarben für die Kunsthalle die Bilder Der Säugling von Mackensen und Herbst im Moor von Otto Modersohn.

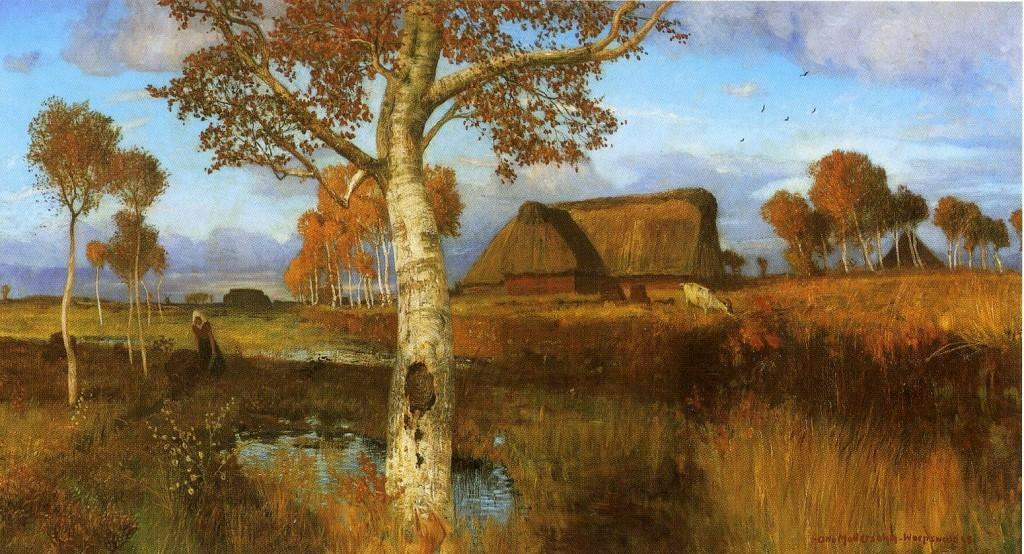
Herbst im Moor,[13] 1895, Kunsthalle Bremen
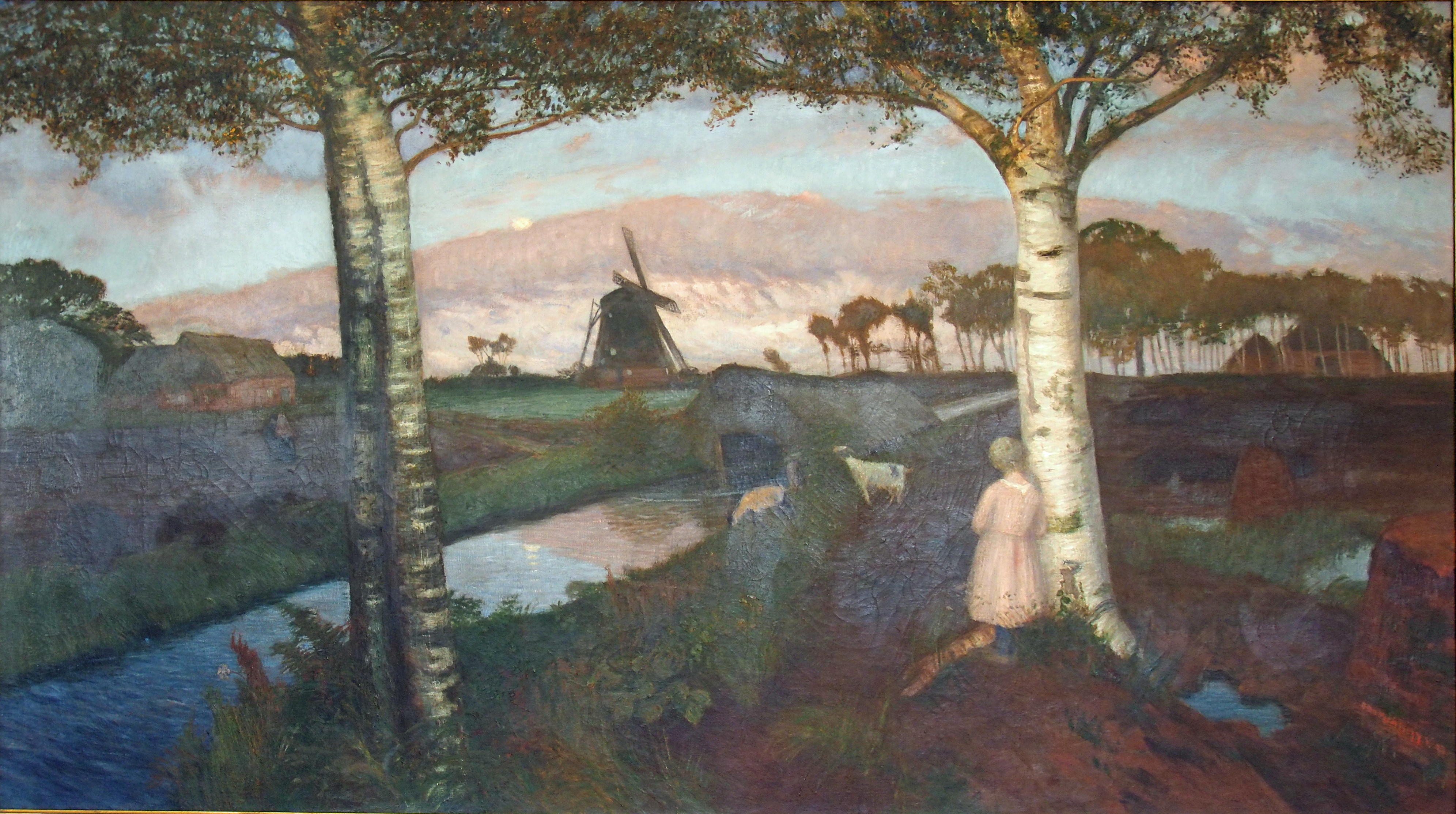
Mondaufgang im Moor, 1897, Museum im Weimarer Stadtschloss
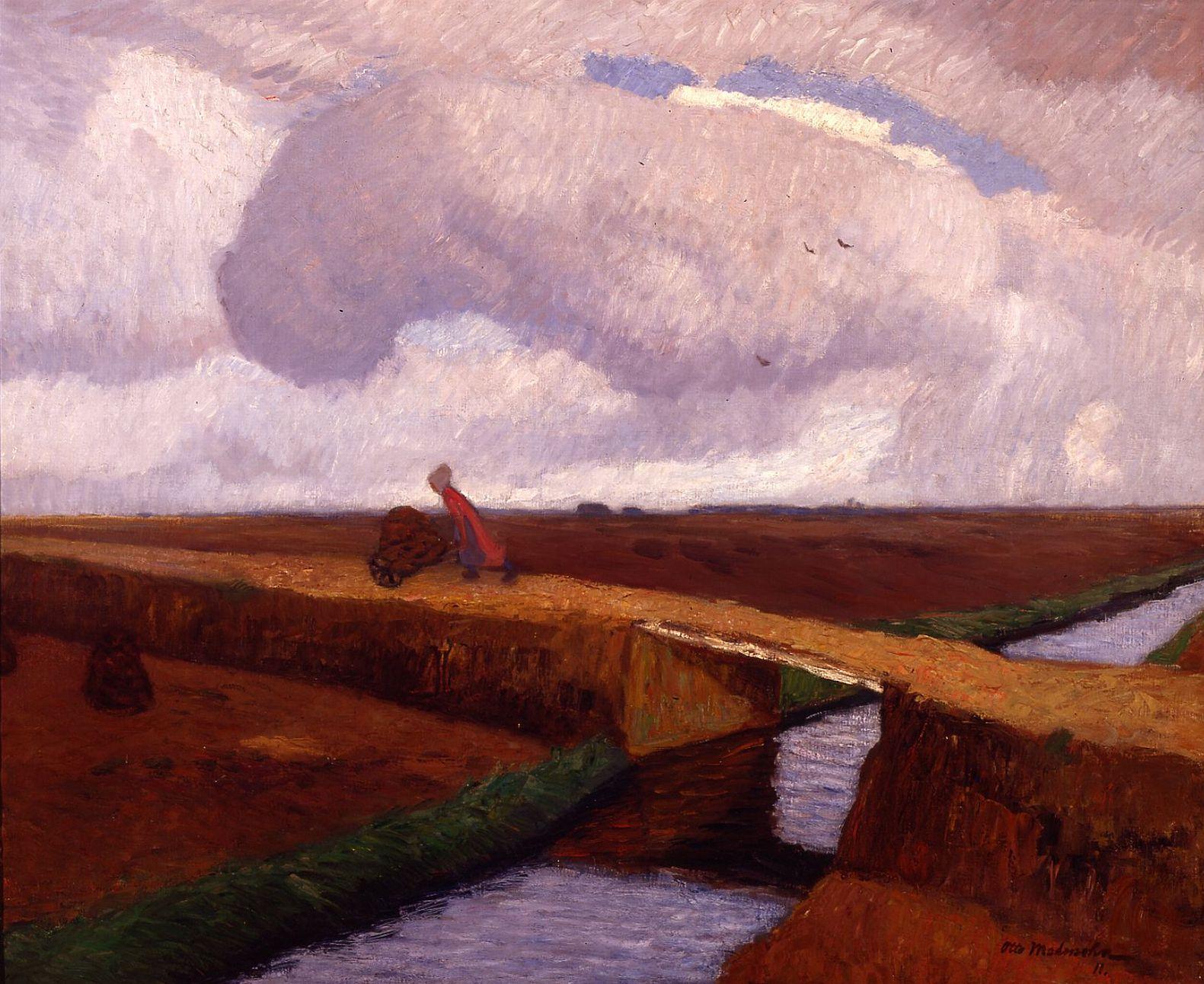
Moorlandschaft, 1911, Historisches Museum Bamberg

### Austritt aus der Künstlervereinigung Worpswede 1899
Im Juli 1899 erklärte Otto Modersohn seinen Austritt aus der Künstlervereinigung:

„Ich verkenne durchaus nicht, daß unsere Vereinigung uns zu unserer Einführung die größten Dienste geleistet hat, aber sie fängt ernstlich an, durch alle mit ihr verbundenen Pflichten gegen Welt und Ausstellungen und besonders auch gegeneinander, uns über den Kopf zu wachsen. Sie bedroht unsere Ruhe, die man zum künstlerischen Schaffen in erster Linie braucht. Hiergegen gibt es nur ein Radikalmittel: Die Auflösung der Vereinigung.“

Heinrich Vogeler und Fritz Overbeck zeigten im Gegensatz zu Hans am Ende und Fritz Mackensen Verständnis für Otto Modersohns Handeln und schlossen sich seinem Austritt an.
Ab etwa 1900 entwarf er im Auftrag des Kölner Schokoladeproduzenten Ludwig Stollwerck zusammen mit den weiteren Worpsweder Künstlern Fritz Overbeck und Heinrich Vogeler Stollwerck-Bilder.

### 1900–1907 – Gemeinsame Zeit mit Paula Modersohn-Becker

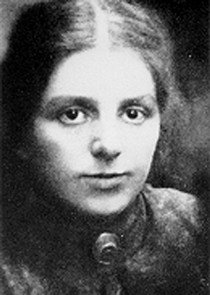
Paula Modersohn-Becker (1876–1907)

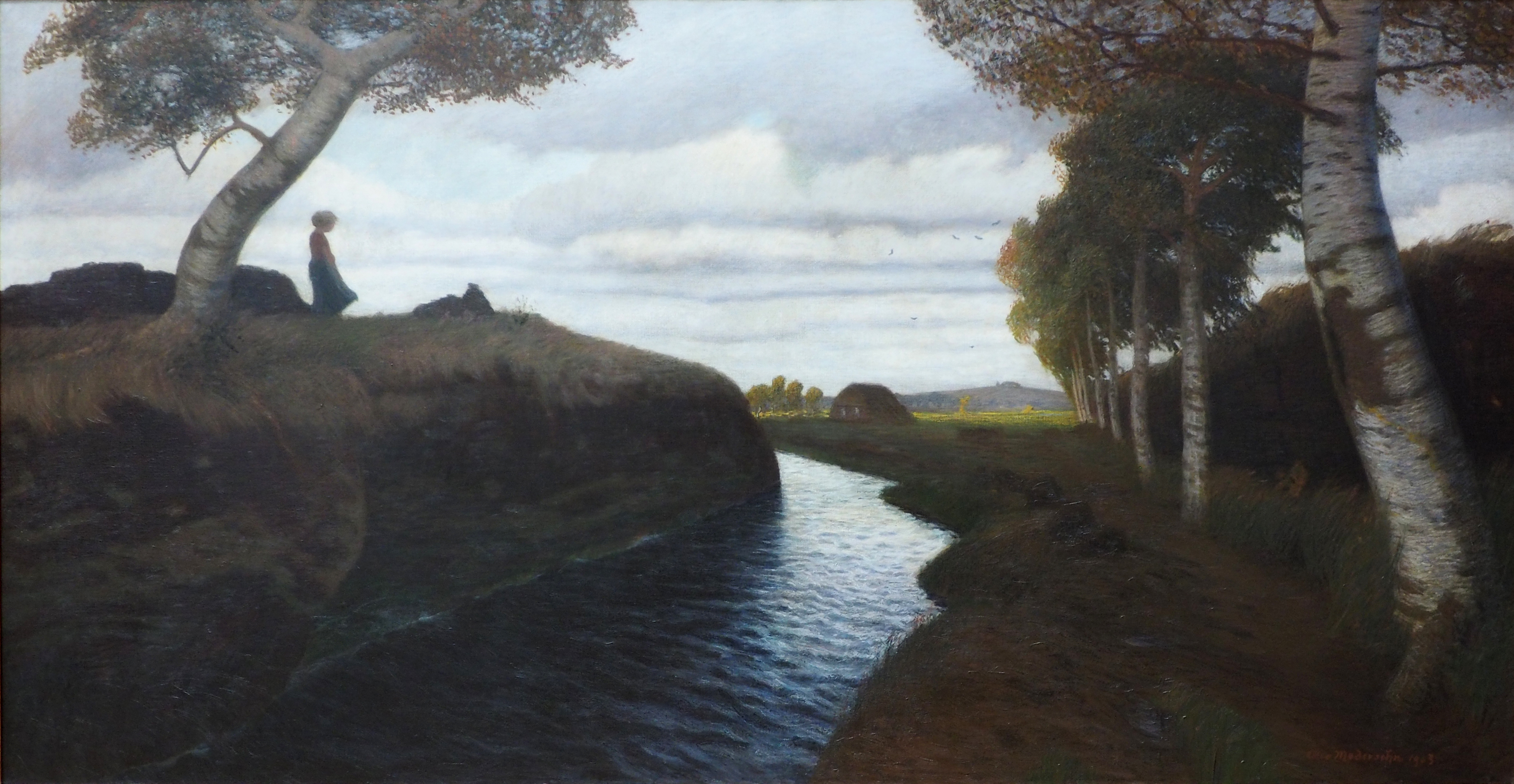
Moorlandschaft mit Frau, 1903, Niedersächsisches Landesmuseum Hannover

Aus der ersten Begegnung mit Paula Becker 1898 entwickelte sich in der folgenden Zeit eine tiefe menschliche Zuneigung, die im intensiven schöpferischen Austausch der beiden Künstler ihren Ausdruck fand. Ausgehend von dem gemeinsamen Erlebnis der Entdeckung der Landschaft Worpswedes und der in ihr lebenden Menschen, strebten beide – in der Abneigung gegen Konvention, Pathos und Veräußerlichung – Einfachheit an, als malerisches Programm und als menschliche Haltung. Die zunächst von Otto Modersohn allein, dann gemeinsam mit seiner Frau erarbeitete Maxime „Das Ding an sich in Stimmung“ wurde schließlich zu einem von beiden oft gebrauchten Schlüsselbegriff für eine neue Gegenständlichkeitsauffassung. Otto Modersohn empfand den Gegensatz ihrer künstlerischen Anschauungen als dankbare Ergänzung und gegenseitige Anregung.
Die Trauer um den frühen Tod seiner zweiten Frau brachte Otto Modersohn dazu, von Worpswede in das benachbarte Fischerhude überzusiedeln.

### Fischerhude
Als Paula Modersohn-Becker 1907, 31-jährig, kurz nach der Geburt der gemeinsamen Tochter Mathilde („Tille“, gest. 1998) an einer Embolie starb, verließ Otto Modersohn Worpswede und siedelte nach Fischerhude über. Seinen ersten Ausflug in das nur wenige Kilometer von Worpswede entfernte Dorf Fischerhude hatte Otto Modersohn 1896 mit seinem Freund Fritz Overbeck gemacht. Einige Jahre später besuchte er es mehrfach zusammen mit Paula. Mit den in Fischerhude entstehenden Studien des Sommers 1908 führt Otto Modersohn seine in Worpswede entwickelte Malerei vor der Natur fort. Die Beschäftigung mit der neuen französischen Kunst dieser Jahre brachte ihm neue Einsichten für sein Werk, die er in Fischerhude umsetzte.

### Im Kampf um die Kunst – Antwort auf den Protest deutscher Künstler 1911

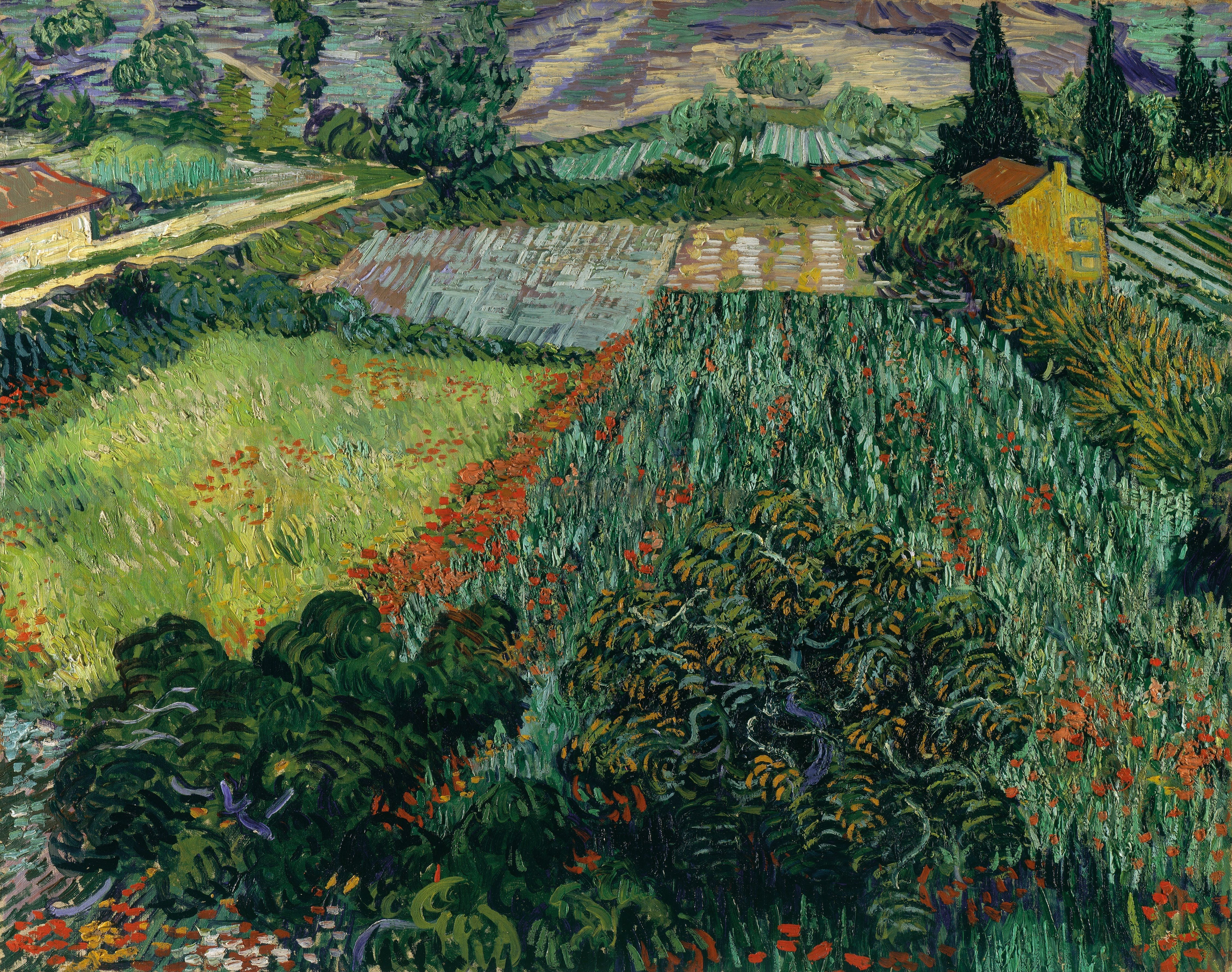
Mohnfeld von Vincent van Gogh.
Der Bildankauf löste 1911 einen Protest deutscher Künstler aus.

Der Ankauf des Bildes Mohnfeld von Vincent van Gogh im Jahr 1911 durch die Kunsthalle Bremen löste einen Protest deutscher Künstler aus, der später als „Bremer Künstlerstreit“ bekannt wurde. Otto Modersohn nahm als einziger „Worpsweder“ für das Gemälde Partei, das er als „eines der anregendsten Bilder moderner Kunst“ bezeichnete und sich damit im entstehenden Künstlerprotest für die Kunst entschied. In seiner Antwort auf den Protest widersetzte sich Modersohn gegen ein falsch verstandenes Nationalgefühl: „Die Nationalität spielt bei der Kunst überhaupt keine Rolle, es kommt lediglich auf die Qualität der Kunst an. […] Wenn sich die Kunst bei uns in den letzten Jahren gehoben hat, so verdanken wir das in erster Linie der bei uns immer bekannter gewordenen guten französischen Kunst.“
Zur Unterstützung von Otto Modersohn bildete sich 1911 in Fischerhude die Malergruppe Junge Wilde von 1911. Zu ihr gehörten Johann Heinrich Bethke (1885–1915), Fritz Cobet (1885–1963), August Haake (1889–1915), Rudolf Franz Hartogh (1889–1960), Wilhelm Heinrich Romeyer (1882–1936), Bertha Schilling (1870–1953) und Helmuth Westhoff (1891–1977).

### Reisen in den Süden Deutschlands, Franken und Allgäu
Die 1920er und 1930er Jahre waren von intensiven gemeinsamen Studienreisen mit seiner dritten Frau Louise Modersohn-Breling (1883–1950) nach Wertheim, Würzburg und ins Allgäu geprägt. Einen tiefen Eindruck auf das Künstlerpaar Modersohn machte schon 1916 der Besuch der mittelalterlichen, fränkischen Stadt Wertheim, an Main und Tauber gelegen.

### Spätwerk

Ansicht von Gailenberg, 1933

In den Frühjahrs- und Sommermonaten arbeitete Otto Modersohn nach dem Erwerb eines alten Bauernhauses 1930 auf dem Gailenberg bei Bad Hindelang. Das Allgäu brachte für seine Malerei neue Anregungen. 1936 erlitt er durch eine Netzhautablösung den Verlust des Sehvermögens seines rechten Auges und wurde dadurch gezwungen, die Malaufenthalte im Allgäu einzustellen.
Seine Bilder sind, auch wenn die dargestellte Landschaft in die Tiefe führt, als Fläche empfunden, wie ein Gewebe aus dunklen Farbtönen.

## Otto-Modersohn-Museen

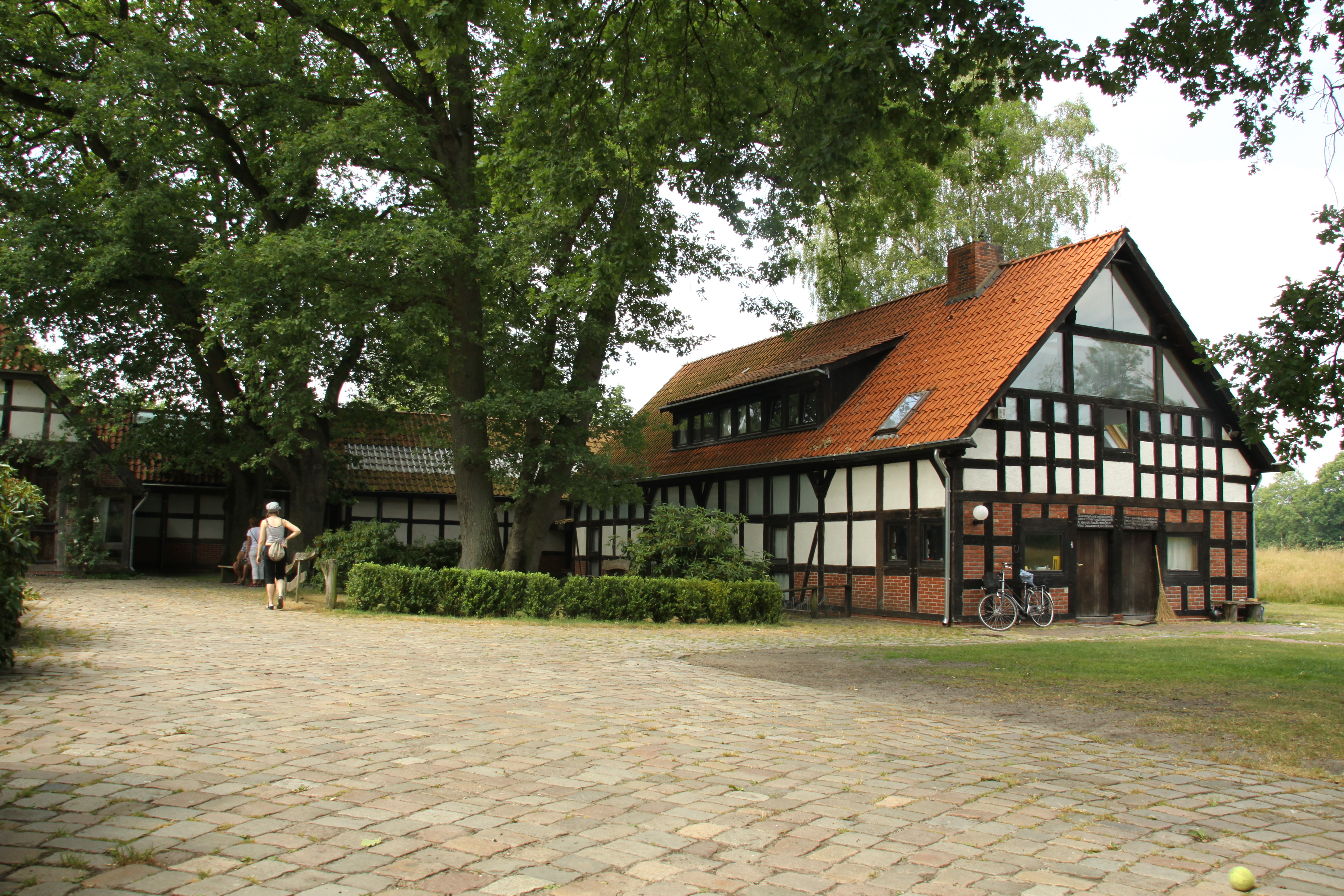
Otto-Modersohn-Museum in Fischerhude (2010)

Nach dem Tod von Otto und Ulrich Modersohn 1943 überließ Louise Modersohn-Breling die Atelierwohnung in Fischerhude ihrer Stieftochter Mathilde („Tille“). Zusammen mit ihrem Sohn Christian errichtete sie nach dem Zweiten Weltkrieg eine Modersohn-Galerie auf dem Gailenberg bei Bad Hindelang, um der Öffentlichkeit neben Bildern der Familienmitglieder vor allem das Werk Otto Modersohns zugänglich zu machen.
Der Schwerpunkt des öffentlichen Interesses an Otto Modersohn verlagerte sich nach dem Tod Louise Modersohns († 1950) zunehmend wieder in den Norden. In Fischerhude entstand auf einer von Christian Modersohn bereits 1943 erworbenen Eichenwiese am Ende der Straße in der Bredenau ein Wohnhaus. Daneben wurde 1974 das Otto-Modersohn-Museum in einer neu aufgebauten Fachwerkscheune von 1769 errichtet, in dem das umfangreiche Gesamtwerk des Künstlers archiviert und ausgestellt wird. In den Jahren 1985 und 1996 wurde das Museum um zwei weitere alte Fachwerkscheunen erweitert. Am 21. Mai 2012 wurde ein abschließender Anbau im gleichen Stil eröffnet.
Insgesamt sieben Mal zwischen 1916 und 1927 war Otto Modersohn mit seiner dritten Frau Louise Modersohn-Breling in die Region Franken gereist und hatte dort gearbeitet, weil er Wertheim als künstlerisch besonders produktiv empfunden hatte. 1989 eröffnete das Grafschaftsmuseum Wertheim das Otto-Modersohn-Kabinett, in dem in wechselnder Zusammenstellung Ansichten aus Wertheim, Würzburg und Franken gezeigt werden.
Am 23. Oktober 2015 wurde das Otto Modersohn Museum Tecklenburg (OMMT) eröffnet. Es zeigte Gemälde und Zeichnungen aus dem in Westfalen entstandenen Frühwerk des Künstlers, insbesondere aus den Zeiten seiner Aufenthalte bei seinem älteren Bruder Wilhelm, der zeitweise Amtsrichter in Tecklenburg war. Aus rechtlichen Gründen wurde das Museum in Kunstmuseum Tecklenburg umbenannt und ist heute geschlossen.

## Rezeption
Otto Modersohn hat ein Œuvre von rund 12.000 Werken hinterlassen. Modersohns Bilder sind heute im Unterschied zu Paula Beckers Werken weltweit nur in wenigen Museen vertreten. Auf dem Kunstmarkt werden die Ölgemälde von Otto Modersohn mit bis zu 160.000 Euro deutlich niedriger bewertet als die Gemälde seiner Frau Paula Modersohn.

## Ehrungen

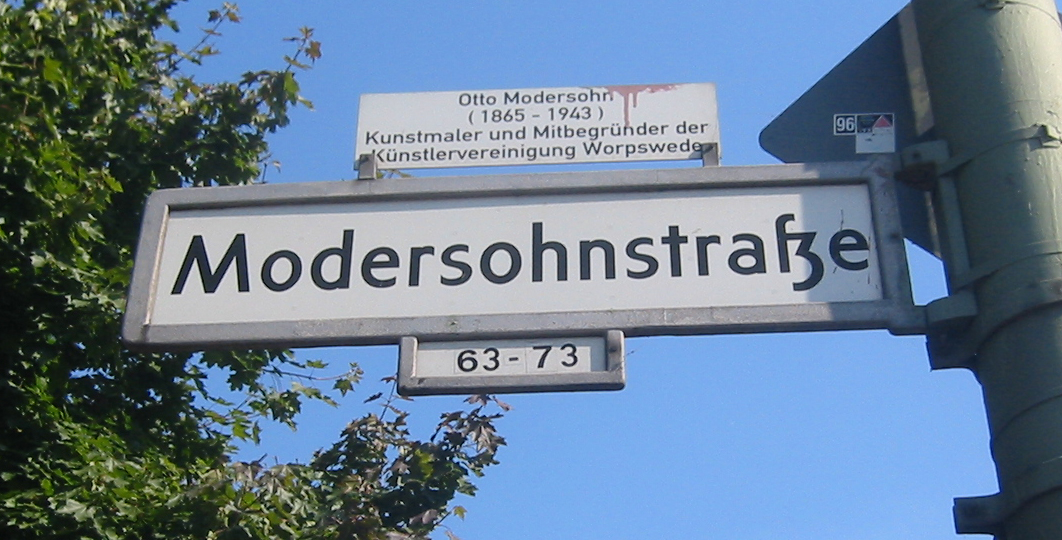
Modersohnstraße in Berlin (2005)

1940 erhielt er die Goethe-Medaille für Kunst und Wissenschaft und wurde ein Jahr vor seinem Tod zum Professor h. c. ernannt, unter anderem auf Betreiben von Rolf Hetsch, einem Referenten für Bildende Kunst im Reichspropagandaministerium.
Nach Otto Modersohn sind Straßen bzw. Wege in Berlin-Friedrichshain, Bremen-Oberneuland, Kaltenkirchen, Oldenburg, Soest, Fischerhude und Worpswede benannt, ebenso eine Brücke in Berlin. In Berlin-Friedrichshain gibt es die Modersohn-Grundschule.

## Ausstellungen (Auswahl)

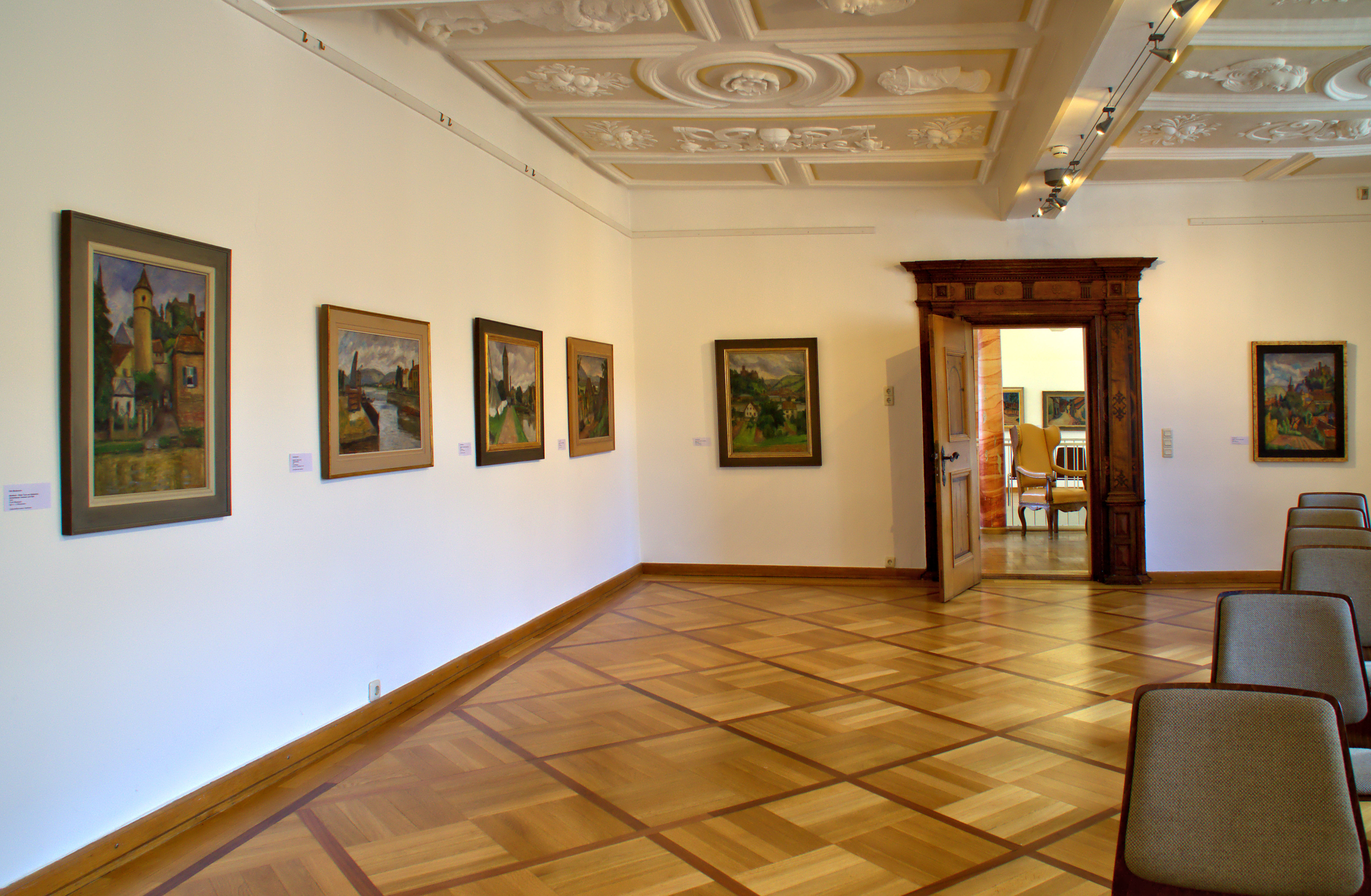
Otto-Modersohn-Kabinett im Grafschaftsmuseum Wertheim (2016)

- Ständige Ausstellung: Zwischen Main und Tauber – Otto Modersohn und Louise Modersohn-Breling in Franken 1916–1927 im Otto-Modersohn-Saal des Grafschaftsmuseums Wertheim.[34]
- 2007: Paula Modersohn-Becker und Otto Modersohn, ein Künstlerpaar um 1900. Niedersächsisches Landesmuseum Hannover, 13. Oktober 2007 – 24. Februar 2008.[35]
- 2013: Otto Modersohn. Landschaften der Stille • Paula Modersohn-Becker. Eine expressive Malerin. Werke aus Privatbesitz. Hagen, Osthaus-Museum, 27. Januar 2013 – 21. April 2013.[36][37]
- 2014: Fritz Overbeck und Otto Modersohn. Eine Künstlerfreundschaft. Bremen, Overbeck-Museum, 29. Juni 2014 – 5. Oktober 2014.[38]
- 2019: Paula Becker & Otto Modersohn. Kunst und Leben. Bremen, Museen Böttcherstraße, 25. August 2018 – 6. Januar 2019.[39]

## Filme
- So weit und groß – Die Natur des Otto Modersohn. Dokumentarfilm, Deutschland, 2011, 78 Min., Buch: Marina Bohlmann-Modersohn, Regie: Carlo Modersohn, Sprecher: Hanns Zischler, Musik: Therese Strasser, Produktion: CM Film, Otto Modersohn Museum, Kinostart: 3. Februar 2011 Inhaltsangabe von absolut Medien, DVD: ISBN 978-3-89848-468-8, Filmseite.
- Paula Becker und Otto Modersohn in neuem Licht. Fernseh-Reportage, Deutschland, 2018, 4:01 Min., Kamera: Thomas Rösner, Produktion: NDR, Redaktion: Hallo Niedersachsen, Erstsendung: 25. August 2018 bei NDR, Sendedaten, (Memento vom 7. Mai 2019 im Internet Archive). Bericht zur Ausstellung: „Paula Becker & Otto Modersohn. Kunst und Leben“.
- Liebe am Werk. Paula Becker & Otto Modersohn. (OT: L’amour à l’œuvre – Paula Becker et Otto Modersohn.) Dokumentarfilm, Frankreich, 2019, 26:29 Min., Buch und Regie: Stéphanie Colaux und Agnès Jamonneau, Produktion: Bonne Compagnie, arte, Reihe: Liebe am Werk (OT: L’amour à l'œuvre. Couples mythiques d’artistes), Erstsendung: 21. April 2019 bei arte, Inhaltsangabe von ARD.